# Кіровськ (Ленінградська область)
Кіровськ рос. Кировск — місто Кіровського району Ленінградської області Росії. Входить до складу Кіровського міського поселення.
Населення — 25 650 осіб (2010 рік).

## Населення
| 1939    | 1945    | 1949    | 1959    | 1970    | 1979    | 1989    |
| ------- | ------- | ------- | ------- | ------- | ------- | ------- |
| 8364    | ↘2170   | ↗4216   | ↗11 059 | ↗12 043 | ↗16 985 | ↗23 655 |
| 1996    | 1998    | 2000    | 2001    | 2002    | 2005    | 2006    |
| ↗23 700 | ↘23 600 | ↘23 300 | ↘23 100 | ↗24 361 | ↘23 900 | ↘23 500 |
| 2007    | 2008    | 2009    | 2010    | 2011    | 2012    | 2013    |
| →23 500 | ↘23 400 | ↘23 221 | ↗25 650 | ↗25 700 | ↘25 491 | ↗25 706 |
| 2014    | 2015    | 2016    | 2017    | 2018    | 2019    | 2020    |
| ↘25 409 | ↗25 705 | ↘25 691 | ↗25 978 | ↗26 387 | ↗26 683 | ↗26 887 |

Національний склад
За даними перепису 2002 року національний склад населення Кіровська виглядав наступним чином:
- росіяни — 22280 (91,5 %)
- українці — 553 (2,3 %)
- білоруси — 318 (1,3 %)
- татари — 141 (0,6 %)
- азербайджанці — 62 (0,2 %)
- вірмени — 59 (0,2 %)
- фіни — 37 (0,1 %)
- євреї — 37 (0,1 %)
- інші — 874 (3,6 %)